# ورمیستاتین
ورمیستاتین (انگلیسی: Vermistatin) یک ترکیب آلی و یک متابولیت از پنی‌سیلیوم ورمیکولاتوم است.